# Lohne (Basse-Saxe)
Pour les articles homonymes, voir Lohne.
Lohne est une commune de Basse-Saxe, dans l'arrondissement de Vechta, en Allemagne.

## Géographie
La commune est située entre Oldenbourg et Osnabrück.

## Histoire
Lohne est mentionnée pour la première fois dans un document officiel en 980 sous le nom de Laon. A comparer peut-être avec Löhne en Westphalie.

## Jumelage
- Rixheim (France) depuis 1987
- Międzylesie (Pologne) depuis 2010